# Хуан-ди
Хуан-ди, или Жёлтый император (кит. трад. 黃帝, упр. 黄帝, пиньинь huángdì, др. кит. произн. **ɡʷaaŋ — k-leeɡs), — легендарный правитель Китая и мифический персонаж, который считается также основателем даосизма и первопредком всех китайцев.

## Имя

### Родовое имя
Исследователь III века Хуанфу Ми считал, что Хуан-ди — это название горы, где жил Император Хуан-ди, позже же он якобы взял себе это имя. Исследователь династии Цин Лян Юйшэн (Liang Yusheng 梁玉繩; 1745—1819), напротив, указывал, что гора была названа в честь Хуан-ди.
Имя Хуан-ди обычно переводится как «Жёлтый император», но иероглиф 帝 ди может означать не только «император», но и «дух» или «божество». Часть имени 黄хуан «жёлтый» также несёт в себе глубокую символику. Принято считать, что жёлтый цвет соотносится с характерным желтоватым оттенком вод «Жёлтой реки» Хуанхэ. Уместно предположить, что 黄хуан должно быть связано с цветовой символикой речных божеств и духов, живущих в Хуанхэ. Интересно, что жёлтый цвет в Китае стал императорским, правитель носил одежды золотисто-жёлтого цвета, на спине которых обычно вышивался золотыми нитями другой символ императорской власти — лун, являющийся одновременно и одним из речных божеств.

### «Жёлтый император»
В конце Периода Сражающихся царств, Хуан-ди был интегрирован в пятичленную космологическую схему у-син как «Жёлтый император», в которой жёлтый цвет представлен землёй, фениксом и центром. О связи цветов с различными династиями упоминают ещё Анналы Люй Бувэя (конец III века до н. э.) — режим Хуан-ди должен управляться силой земли.

## Хуан-ди как исторический персонаж
Один из трех властителей древнейшего периода истории Китая, относящегося к третьему тысячелетию до н. э. Традиционно временем его жизни в Китае называют период ок. 2600 года до н. э.
Согласно Сыма Цяню, Хуан-ди после трудной борьбы сумел подчинить себе вождей отдельных племён и создал первое китайское государство в горах Куньлунь — далеко на западе от бассейна реки Хуанхэ.
Установив мир, Хуан-ди принёс жертвы богам, назначил чиновников-управителей и ввёл первые в стране законы. Всего Хуан-ди имел 25 сыновей, 14 из которых стали родоначальниками известных китайских кланов.
Согласно легендам, имел 1200 жён и наложниц.
Ему приписывается изобретение первобытного топора, лодки и весла, ступки и пестика, лука и стрел, луны, платья и туфель, а также разделение земли на наделы первобытных племен. Его сподвижники создали иероглифическую письменность и коляды дар.

## Основоположник ряда интеллектуальных традиций
Хуан-ди приписывают авторство многих классических сочинений, в том числе основополагающих медицинских трактатов Хуан-ди Нэй цзин, а также короткого сочинения в стихах Иньфуцзин, почитаемого в даосизме. Привязку к Хуан-ди имеет также «Жабий канон» (Хама цзин 蝦蟆经), предположительно династии Тан, содержащий предписания по акупунктуре и лечению прижиганиями.
Хуан-ди в обязательном порядке заставлял своих министров, имеющих какие-либо знания в вопросах лечения, вести научные исследования. Так, он предложил Цзю Дайцзи разобраться с основными способами ранней диагностики по изменениям оттенка кожи и сердечного ритма, понять особенности их взаимовлияния. Более других в этих делах ему помогали Ци Бо, который обладал большими знаниями о лекарственных растениях, и Лэй-гун, знаток иглотерапии того времени.

## Атрибуты, мифологизация
Согласно древнекитайской мифологии, ему принадлежал волшебный лук, известный под названием Ухао (кит. 烏號 «тёмный плач»). Жёлтый император устроил пир на земле, и когда прилетел лун, посланец из небесного дворца, Хуан-ди отправился на нём в небо, однако все люди тоже захотели полететь на нём, схватившись за луньи усы, которые не выдержали тяжести и оборвались. Лук Хуан-ди, висевший на усах луна, также упал на землю, таким образом оставшись у людей.
Шань хай цзин упоминает дочь Хуан-ди, которая является демоном засухи (Нюй Ба).

### Воскресение и даосский культ
Воскресение Хуан-ди считается прообразом достижения смерти в даосских практиках: согласно описанию в «Лесянь чжуань» (列仙傳), Хуан-ди предсказал день своей смерти; а в его гробе, позднее обнаруженном в разверзшейся горе, нашлись только меч и сандалии (по другим описаниям, шляпа и плащ). См. Мавзолей Хуан-ди.
«Лесянь чжуань» описывает также чудесное возвращение к жизни даосского подвижника по имени Гу Чунь (谷春).

## Галерея
- Жёлтый император
- Одна из двух 6-метровых черепах на месте рождения Жёлтого императора (г. Цюйфу)